# Peix cardenal pijama

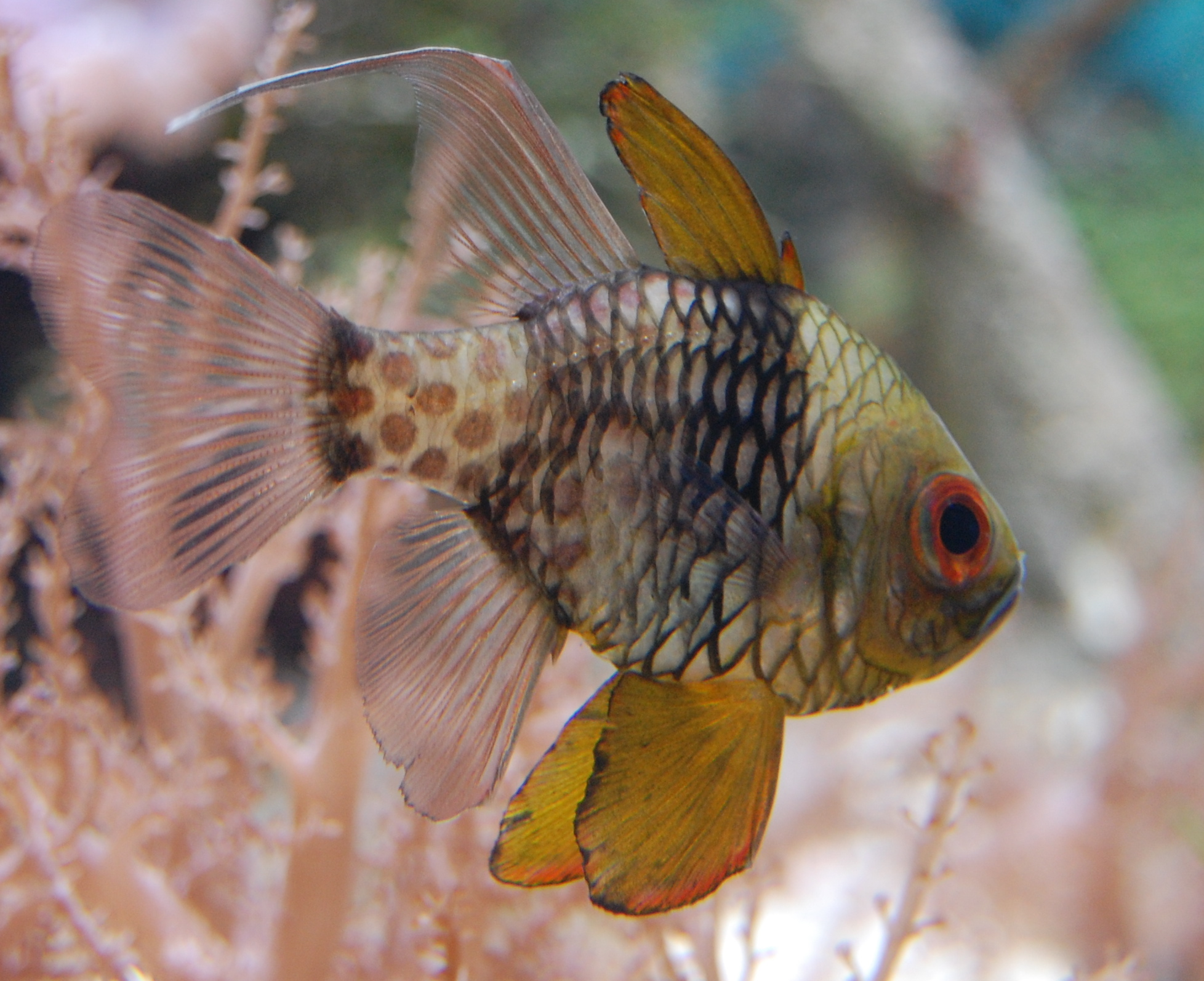
Detall d'un exemplar a l'aquàrium de Boston

El peix cardenal pijama (Sphaeramia nematoptera) és una espècie de peix pertanyent a la família dels apogònids.

## Descripció
- Pot arribar a fer 8,5 cm de llargària màxima.
- 7-8 espines i 9 radis tous a l'aleta dorsal i 2 espines i 9-10 radis tous a l'anal.
- Ulls de color vermell brillant.
- Cap groc.
- Té una banda ampla i negra a la part central del cos.
- No presenta dimorfisme sexual, però els mascles tenen boques més grosses pel fet d'haver d'incubar-hi els ous.[3][4]

## Reproducció
Després que la femella hagi fet la posta dels ous, el mascle els emmagatzema dins la boca fins al moment de la desclosa, la qual tindrà lloc al cap d'una setmana. Les larves són planctòniques.

## Alimentació
Es dispersa en arribar la nit per alimentar-se a prop del fons marí.

## Hàbitat
És un peix marí, associat als esculls i de clima tropical (30°N-12°S) que viu entre 1 i 14 m de fondària formant moles entre les branques de Porites nigrescens i Porites cylindrica en badies i llacunes protegides.

## Distribució geogràfica
Es troba al Pacífic occidental: des de Java fins a Fiji, les illes Ryukyu, la Gran Barrera de Corall i Tonga.

## Observacions
És inofensiu per als humans i ha estat criat en captivitat car és una espècie popular en aquariofília.